# Guillaume-Thomas François Raynal
Guillaume-Thomas François Raynal – noto come abbé Raynal – (Lapanouse, 12 aprile 1713 – Passy, 6 marzo 1796) è stato uno scrittore e intellettuale polemista francese, vissuto nell'età dell'illuminismo.

## Biografia
Raynal nasce a Lapanouse, in provincia di Rouergue, abbracciando, dopo lunghi studi alla scuola di gesuiti a Pézenas, il sacerdozio ed entrando nel 1743, più per desiderio di avanzamento sociale che per vocazione, nell'ordine della influente Compagnia di Gesù verso la quale, nonostante il suo anticlericalismo, egli mantenne «sempre un atteggiamento referente»
Nel 1746 è assegnato alla chiesa di Saint-Sulpice a Parigi dove, per aumentare le sue entrate, diventa precettore presso alcune importanti famiglie.  Vende i propri sermoni ad altri preti meno ispirati di lui e provoca anche uno scandalo quando si viene a sapere che, dietro pagamento, ha acconsentito a seppellire dei protestanti facendoli passare per cattolici. D'altronde i suoi legami con i protestanti furono molto stretti per tutta la sua vita.
Lasciato Saint-Sulpice, comincia a frequentare i salotti di Claudine Guérin de Tencin, poi di Claude-Adrien Helvétius, del Barone di Holbach e di Marie-Thérèse Geoffrin. Qui Raynal ascolta le relazioni di viaggi oltremare e partecipa a discussioni politiche dove si fa conoscere come apostolo della libertà.
Si fa una piccola fortuna stampando e vendendo lui stesso le sue opere. Redige anche opere su ordinazione dei grandi dell'epoca, come ad esempio il duca de Choiseul. Ciò gli varrà, per i servizi resi, la nomina di direttore del Mercure de France nel 1750. Nel 1754 viene eletto membro della Royal Society.

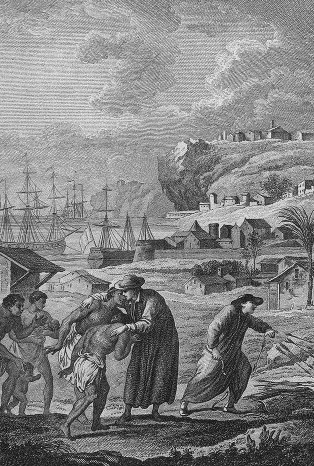
Un'illustrazione dell'Histoire philosophique et politique...

La sua fama è legata alla Histoire philosophique et politique des établissements et du commerce des Européens dans les deux Indes, portata a termine con la collaborazione di Diderot. L'opera, una denuncia del colonialismo, dello schiavismo, del dispotismo e del clericalismo, pubblicata anonima nel 1770, è vietata dal regime nel 1772. Raynal la ripubblica ancora anonima nel 1774, ma è nuovamente vietata e messa all'Indice. Ripubblicata col suo ritratto nel 1780, l'opera viene fatta bruciare pubblicamente dal Parlamento di Parigi ed egli è costretto a fuggire per evitare l'arresto.
Nel 1781 pubblica il saggio Révolution d'Amerique, che provoca una polemica con Thomas Paine che gli indirizza un pamphlet come risposta alla convinzione di molti europei che la rivoluzione americana fosse stata originata semplicemente da una questione fiscale tra le colonie inglesi in America e la madrepatria.
Nella lettera all'Abbé Raynal (1782) Paine invece sostiene che i principi ideali della pace universale e della libertà erano propri e presenti nella rivoluzione americana che doveva dunque essere considerata come un primo avvio della rivoluzione francese.
Paine contrasta inoltre l'idea conservatrice di Raynal che la rivoluzione, come quella dei pianeti, non sia altro che un moto circolare che iniziando come sviluppo e progresso civile poi ritorna sulle posizioni conservatrici di partenza. Il filosofo statunitense al contrario sostiene che la rivoluzione americana abbia segnato un punto di non ritorno travolgendo una volta per tutte un sistema di potere politico.
Rifugiatosi in Svizzera nel 1781, Raynal propone di erigere un monumento alla libertà a Grütli, sul lago dei Quattro Cantoni, La statua non viene realizzata per le esitazioni del governo urano.
Di là si sposta in Prussia nella corte di Federico II che lo accoglie con ammirazione, e poi in Russia in quella di Caterina II.
È autorizzato a rientrare in Francia nel 1784 ma col divieto di soggiornare a Parigi. Si stabilisce a Tolone, poi a Marsiglia e diventa fondatore di premi accademici e di beneficenza che prolungheranno il successo della sua opera nelle grandi accademie europee. Rifiuta di sedere negli Stati Generali del 1789 adducendo come pretesto l'età avanzata.
Due anni più tardi egli denuncerà gli eccessi e l'indirizzo violento preso dalla Rivoluzione ai rivoluzionari che vedevano in lui un padre fondatore. Nella sua lettera all'Assemblea del 31 maggio 1791 scrive:
Il suo prestigio e la sua popolarità sono tali che i rivoluzionari più radicali giustificheranno il suo intervento con l'età molto avanzata.
Fu eletto membro dell'Institut de France nel 1795, pochi mesi prima della sua morte, avvenuta il 6 maggio dell'anno successivo a Chaillot, rifiutando la nomina con il motivo dell'età avanzata.

## Opere
- Nouvelles littéraires, 1747-1755
- Histoire du Stadhoudérat, 1747
- Histoire du Parlement d'Angleterre, 1748
- Mémorial de Paris, 1749
- Mercure de France, 1750-1754
- Anecdotes littéraires, 1750

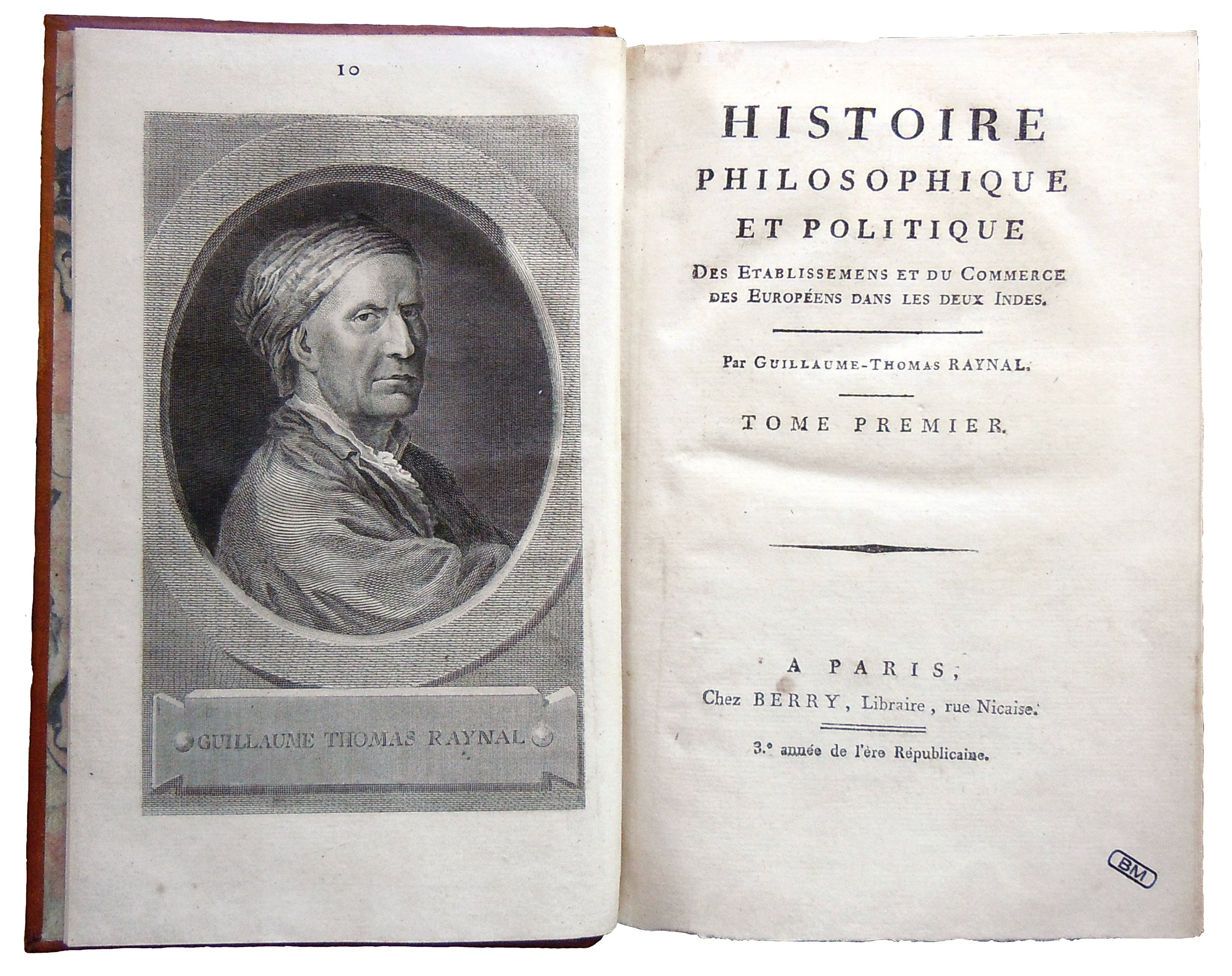
Histoire philosophique, 1794 (Milano, Fondazione Mansutti).

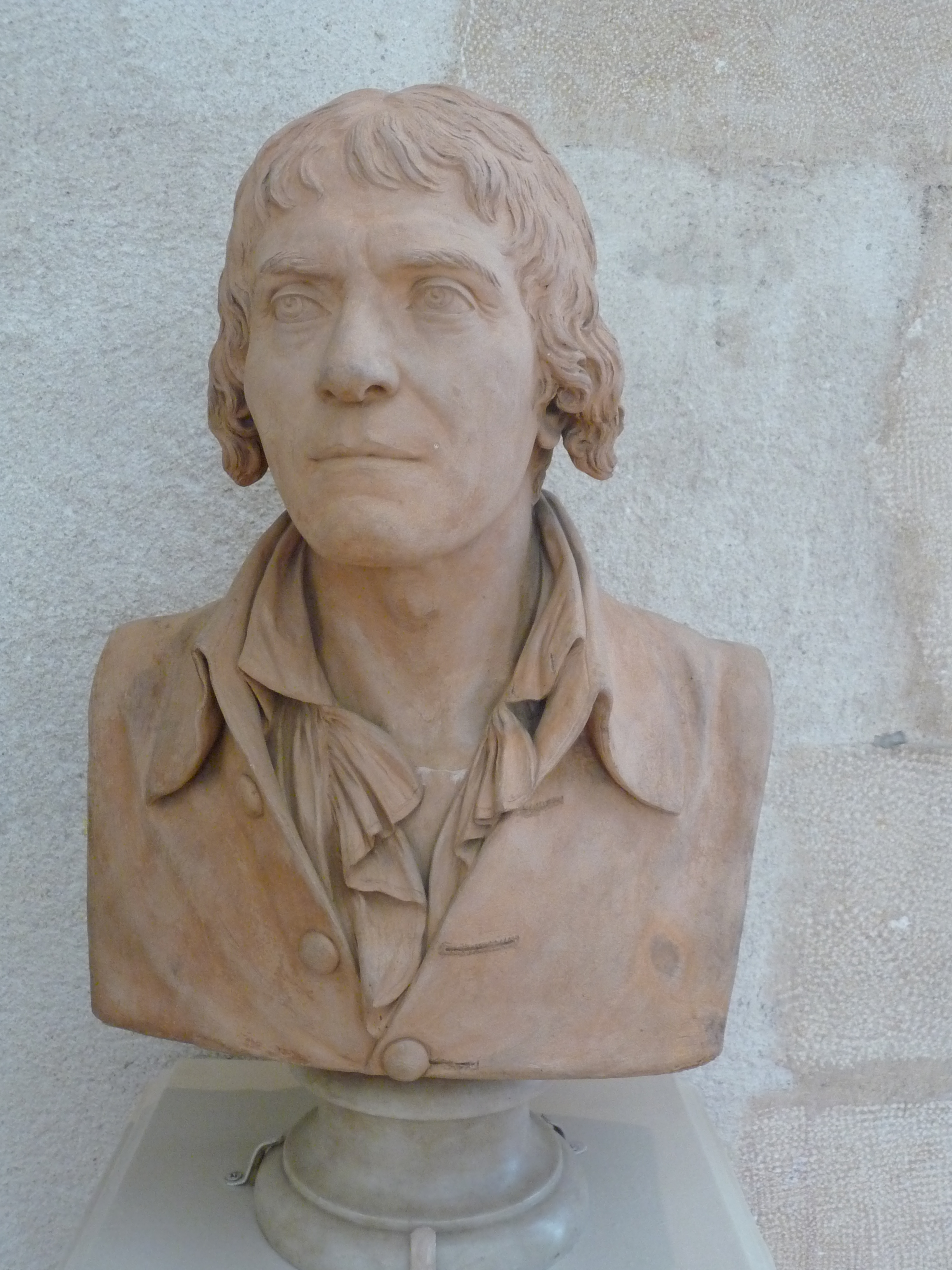
Guillaume-Thomas François Raynal (L'abbé Raynal) ritratto da Barthélemy Blaise (1738- 1819). Scultura conservata presso il Muséè des Beaux Arts di Digione (Francia).

- Anecdotes historiques, militaires et politiques, 1753
- École militaire, 1762
- Histoire du divorce de Henry VIII, 1763
- Histoire des deux Indes (1ª édition), 1770
- Atlas de l'Histoire des deux Indes, 1772
- Histoire des deux Indes (2ª édition), 1774
- Tableau de l'Europe (supplément Histoire des deux Indes), 1774
- Esprit et génie de Guillaume-Thomas Raynal, 1777
- Histoire des deux Indes (3ª édition), 1780
- Suppléments à l'Histoire des deux Indes, 1780
- Atlas de l'Histoire philosophique, 1780
- Révolution de l'Amérique, 1781
- Lettres d'Yorick à Eliza, 1781
- Lettre à l'auteur de la Nymphe de Spa, 1781
- Précis de l'Histoire philosophique, 1782
- Réponse à la Censure de la Faculté de Théologie, 1782
- Considérations sur la paix en 1783, 1783
- Histoire philosophique et politique des isles françoises, 1784
- Œuvres de M. l'abbé Raynal, 1784
- Essai sur l'administration de St Domingue, 1785
- Maximes des trois auteurs philosophes, 1787
- Tableau général du commerce de l'Europe, 1787
- Éloge d'Eliza Draper, 1787 (attribuito a Diderot)
- L'abbé Raynal aux Etats-généraux, 1789
- Lettre à S. M. Louis XVI, 1789
- Lettre à l'Assemblée nationale, 31 mai 1791, 1791
- Extrait raisonné de l'Histoire des deux Indes, 1791
- Histoire abrégée de l'Histoire des deux Indes, 1792
- Abrégé de l'Histoire des deux Indes, 1793
- Histoire abrégée de l'Établissement des Européens..., 1797
- Recueil de pensées, 1802
- Abrégé de l'Histoire des deux Indes à l'usage de la jeunesse, 1810
- Histoire des deux Indes (4ª édition, póstuma), 1820
- Le Raynal de la jeunesse, Paris, Alexis Eymery, 1821
- Des Peuples et des gouvernements, 1822
- Histoire philosophique des Établissements dans l'Afrique septentrionale, 1826